# 霍奇 (加利福尼亞州)
霍奇（英語：Hodge）是位於美國加利福尼亞州聖貝納迪諾縣的一個非建制地區。該地的面積和人口皆未知。

## 地理
霍奇的座標為34°48′56″N 117°11′36″W / 34.81556°N 117.19333°W，而該地的平均海拔高度為696米（即2283英尺）。